# Dejan Stanković
Dejan Stanković (szerbül: Дејан Станковић Belgrád, 1978. szeptember 11. –) szerb válogatott labdarúgó, edző. A Szpartak Moszkva vezetőedzője.

## Pályafutása

### Klubcsapatokban

#### Crvena Zvezda
Stankovic az egyik szerb óriásnak számító csapatban az FK Crvena Zvezdában kezdte pályafutását. A klub összes korosztályos csapatában megfordult. Az első csapatba először az 1994-95-ös bajnokságban  került be és az FK Budućnost Podgorica ellen szerzett góljának köszönhetően, hamar befogadták, mind a játékostársak és mind a szurkolók. Azokban az időkben a Crvena nem léphetett ki az európai kupaporondra, mivel az ENSZ nem engedélyezte Jugoszláviában a délszláv háború alatt kialakult helyzet miatt. Az 1996/97-es szezonban hatalmas szerept játszott az 1. FC Kaiserslautern legyőzésében a Kupagyőztesek Európa Kupájában (KEK). A következő szezonban megkapta a kapitányi karszalagot, így ő lett a klub történetének legfiatalabb csapatkapitánya

#### SS Lazio
1998 nyarán Rómába költözött az SS Lazio csapatához, akik 7.5 millió £-t fizettek érte. 1998 szeptemberében debütált a Serie A-ban a Piacenza ellen. Azokban az években a Lazio-nal minden poszton nagy sztárok futballoztak és így a fiatal Dejannak nem volt egyszerű dolga főleg a középpályán, ahol olyan nagyszerű játékosok voltak, mint Pavel Nedvěd, Juan Sebastián Verón, Iván de la Peña, valamint Roberto Mancini. A Lazional töltött időszak alatt majdnem mindent megnyert, mígnem 2004 januárjában úgy döntött, vált és az Internazionale ajánlatát fogadja el.

#### Internazionale
A nagy olasz klubok tudták, hogy a pénzügyileg ekkor már adósságokat felhalmozó Lazionak előbb utóbb meg kell válni Dejantól. A Juventus már csak az aláírásra várt, de ő mégis az Internazionale-t választotta, mivel így együtt dolgozhatott korábbi csapattársával Roberto Mancini-vel. 2004 februárjában játszotta első mérkőzését az Interben az ellenfél az AC Siena volt. Ugyancsak a Siena ellen játszotta 2006 májusában 100. Serie A meccsét Inter mezben. Stankovic jó formában volt a 2006/07-es szezonban. Emlékezetes marad a Catania-ra mért csapása és a városi rivális AC Milan ellen szerzett gólja. A Gazetta dellosport hivatalos minősítései szerint Stankovicot így nem kevesebb mint ötször a mérkőzés embereként választották meg. Kiemelkedően teljesített a Bajnokok ligájában is. 2007. február 2-án meghosszabbította a szerződését az Interrel 2010-ig.

### A válogatottban
A válogatottban 1998. április 22-én debütált Dél-Korea ellen még jugoszláv színekben. Jugoszláviával részt vett az 1998-as, Szerbia és Montenegróval pedig a 2006-os labdarúgó-világbajnokságon. Miután Montenegró levált ő lett a szerb labdarúgó-válogatott történetének első csapatkapitánya.

## Statisztikái

### Klubcsapatokban
Utolsó elszámolt mérkőzés dátuma: 2013. március 10.
| Csapat           | Szezon           | Bajnokság | Bajnokság | Kupa  | Kupa  | Európa | Európa | Egyéb | Egyéb | Összesen | Összesen |
| Csapat           | Szezon           | Mérk.     | Gólok     | Mérk. | Gólok | Mérk.  | Gólok  | Mérk. | Gólok | Mérk.    | Gólok    |
| ---------------- | ---------------- | --------- | --------- | ----- | ----- | ------ | ------ | ----- | ----- | -------- | -------- |
| Crvena zvezda    | 1994–95          | 7         | 0         | 0     | 0     | 0      | 0      | 0     | 0     | 7        | 0        |
| Crvena zvezda    | 1995–96          | 24        | 4         | 4     | 1     | 2      | 0      | 0     | 0     | 30       | 5        |
| Crvena zvezda    | 1996–97          | 26        | 10        | 6     | 1     | 5      | 2      | 0     | 0     | 37       | 13       |
| Crvena zvezda    | 1997–98          | 28        | 15        | 7     | 3     | 4      | 3      | 0     | 0     | 39       | 21       |
| Crvena zvezda    | Összesen         | 85        | 29        | 17    | 5     | 11     | 5      | 0     | 0     | 113      | 39       |
| Lazio            | 1998–99          | 29        | 4         | 5     | 1     | 7      | 4      | 1     | 0     | 42       | 9        |
| Lazio            | 1999–00          | 16        | 3         | 4     | 0     | 11     | 2      | 1     | 0     | 32       | 5        |
| Lazio            | 2000–01          | 21        | 0         | 2     | 1     | 9      | 0      | 1     | 0     | 33       | 1        |
| Lazio            | 2001–02          | 27        | 7         | 4     | 0     | 5      | 1      | 0     | 0     | 36       | 8        |
| Lazio            | 2002–03          | 29        | 6         | 2     | 0     | 7      | 0      | 0     | 0     | 38       | 6        |
| Lazio            | 2003–04          | 15        | 2         | 4     | 2     | 8      | 0      | 0     | 0     | 27       | 4        |
| Lazio            | Összesen         | 137       | 22        | 21    | 4     | 47     | 7      | 3     | 0     | 208      | 33       |
| Internazionale   | 2003–04          | 14        | 4         | 2     | 0     | 0      | 0      | 0     | 0     | 16       | 4        |
| Internazionale   | 2004–05          | 31        | 3         | 6     | 0     | 10     | 3      | 0     | 0     | 47       | 6        |
| Internazionale   | 2005–06          | 23        | 2         | 7     | 2     | 8      | 2      | 0     | 0     | 38       | 6        |
| Internazionale   | 2006–07          | 34        | 6         | 3     | 0     | 7      | 0      | 1     | 0     | 45       | 6        |
| Internazionale   | 2007–08          | 21        | 1         | 3     | 0     | 6      | 0      | 1     | 0     | 31       | 1        |
| Internazionale   | 2008–09          | 31        | 5         | 1     | 0     | 5      | 0      | 1     | 0     | 38       | 5        |
| Internazionale   | 2009–10          | 29        | 3         | 1     | 0     | 12     | 2      | 1     | 0     | 43       | 5        |
| Internazionale   | 2010–11          | 26        | 5         | 3     | 1     | 7      | 2      | 4     | 1     | 40       | 9        |
| Internazionale   | 2011–12          | 19        | 0         | 0     | 0     | 5      | 0      | 1     | 0     | 25       | 0        |
| Internazionale   | 2012–13          | 3         | 0         | 0     | 0     | 0      | 0      | 0     | 0     | 3        | 0        |
| Összesen         | Összesen         | 231       | 29        | 26    | 3     | 60     | 9      | 9     | 1     | 326      | 42       |
| Karrier összesen | Karrier összesen | 453       | 80        | 64    | 12    | 118    | 21     | 12    | 1     | 647      | 114      |

1. ↑  Magában foglalja a jugoszláv, illetve az olasz kupában való pályára lépéseit.
2. ↑  Magában foglalja az UEFA-kupában, a KEK-ben, illetve a BL-ben való pályára lépéseit.
3. ↑  Magában foglalja az olasz szuperkupában, az UEFA-szuperkupában, illetve a FIFA-klubvilágbajnokságon való pályára lépéseit.

### A válogatottban
Utolsó elszámolt mérkőzés dátuma: 2013. október 13.
| Válogatott            | Év       | Mérk. | Gólok |
| --------------------- | -------- | ----- | ----- |
| Jugoszlávia           | 1998     | 10    | 3     |
| Jugoszlávia           | 1999     | 7     | 3     |
| Jugoszlávia           | 2000     | 8     | 0     |
| Jugoszlávia           | 2001     | 6     | 2     |
| Jugoszlávia           | 2002     | 8     | 0     |
| Szerbia és Montenegró | 2003     | 4     | 1     |
| Szerbia és Montenegró | 2004     | 6     | 2     |
| Szerbia és Montenegró | 2005     | 7     | 0     |
| Szerbia és Montenegró | 2006     | 5     | 1     |
| Szerbia               | 2006     | 6     | 1     |
| Szerbia               | 2007     | 5     | 0     |
| Szerbia               | 2008     | 6     | 0     |
| Szerbia               | 2009     | 7     | 0     |
| Szerbia               | 2010     | 10    | 2     |
| Szerbia               | 2011     | 7     | 0     |
| Szerbia               | 2013     | 1     | 0     |
|                       | Összesen | 103   | 15    |

### Edzői statisztika
Utolsó elszámolt mérkőzés dátuma: 2025. augusztus 16.
| Csapat           | –tól                | –ig                 | Statisztika | Statisztika | Statisztika | Statisztika | Statisztika | Statisztika | Statisztika | Statisztika |
| Csapat           | –tól                | –ig                 | M           | GY          | D           | V           | RG          | KG          | GK          | GY %        |
| ---------------- | ------------------- | ------------------- | ----------- | ----------- | ----------- | ----------- | ----------- | ----------- | ----------- | ----------- |
| Crvena zvezda    | 2019. december 21.  | 2022. augusztus 26. | 134         | 105         | 20          | 9           | 334         | 79          | +255        | 78.36 %     |
| Sampdoria        | 2022. október 6.    | 2023. június 27.    | 32          | 3           | 9           | 20          | 22          | 58          | –36         | 9.38 %      |
| Ferencváros      | 2023. szeptember 4. | 2024. június 30.    | 42          | 24          | 12          | 6           | 86          | 37          | +49         | 57.14 %     |
| Szpartak Moszkva | 2024. július 1.     | jelenleg is         | 49          | 27          | 9           | 13          | 89          | 48          | +41         | 55.1 %      |
| Összesítve       | Összesítve          | Összesítve          | 257         | 159         | 50          | 48          | 531         | 222         | +309        | 61.87 %     |

## Sikerei, díjai

### Játékosként
Crvena zvezda
- Jugoszláv bajnok (1): 1994–95
- Jugoszláv kupagyőztes (3): 1994–95, 1995–96, 1996–97

 Lazio
- Olasz bajnok (1): 1999–2000
- Olasz kupagyőztes (2): 1999–2000, 2003–04
- Olasz Szuperkupa-győztes (2): 1998, 2000
- KEK-győztes (1): 1998–99
- Európai Szuperkupa-győztes (1): 1999

 Internazionale
- Olasz bajnok (5): 2005–06, 2006–07, 2007–08, 2008–09, 2009–10
- Olasz kupagyőztes (4): 2004–05, 2005–06, 2009–10, 2010–11
- Olasz Szuperkupa-győztes (4): 2005, 2006, 2008, 2010
- BL-győztes (1): 2009–10
- FIFA-klubvilágbajnokság-győztes (1): 2010

Egyéni
- Az év szerb labdarúgója (2): 2006, 2010

### Edzőként
Crvena zvezda
- Szerb bajnok (3): 2019–20, 2020–21, 2021–22
- Szerb kupagyőztes (2): 2020–21, 2021–22

 Ferencváros
- Magyar bajnok (1): 2023–24

## Magánélete
Házas, egy korábbi csapattársának Milenko Ačimovičnak testvére a felesége. Három gyerek édesapja.